# Bé privat
Un bé privat es defineix en economia com un bé que posseeix aquestes dues propietats:
- Excloïble - és raonablement possible excloure un tipus de consumidor (aquells que no l'han pagat) de consumir el bé.
- Rival - El consum d'un bé per part d'un individu impedeix la consumició simultània del mateix bé per part d'un altre individu.[1]

Els béns privats satisfan necessitats individuals, mentre que els béns públics satisfan una necessitat col·lectiva de la societat.
Un bé privat és el contrari d'un bé públic, puix són fets exclusivament pel benefici.
Un exemple de bé privat és el pa: el pa que una persona menja no pot ésser consumit per una altra (rivalitat), i és senzill per un forner evitar vendre una barra (excloïble).
Una de les més comunes maneres que hi ha de classificar els béns econòmicament és la clàssica divisió basada en:
- hi ha competència per obtindre un bé?
- és possible excloure algú de la consumició d'un bé?

Combinant aquestes dues possibilitats, surten quatre tipus de béns:
- Bé Privat: Rival i Excloent. És possible prevenir o impedir que una classe de consumidors consumeixi el bé (p. ex. aquells que no paguen pel bé), i el consum del bé per un individu prevé el consum simultani per altres consumidors. Ho són: El menjar, la roba, els juguets, els cotxes, el mobiliari.
- Bé col·lectiu: No rival, però excloent. El consum n'està restringit a una classe de consumidors; però tots els membres de la classe poden gaudir del bé de manera igualitària. Ho és la televisió per cable. També se'l pot anomenar, extrapolant la definició, bé "de club".
- Bé comú: Rival però no excloent. Ningú no pot ser exclòs del seu consum, però la quantitat disponible disminueix en consumir-se. Ho són: L'aigua, el peix, la caça.
- Bé públic: No Rival, no excloent. El consum del bé per un individu no redueix la quantitat del bé disponible per als altres consumidors i ningú no en pot ser exclòs. Ho són: La defensa nacional, la televisió lliure, l'aire.